# Amata metaphaea
Amata metaphaea là một loài bướm đêm thuộc phân họ Arctiinae, họ Erebidae.